# دوج کاروان
دوج کاروان (Dodge Caravan) نام یک اتومبیل آمریکایی ساخت کمپانی داج است و خودرویی خانوادگیست که از سال ۱۹۸۴ تا کنون تولید شده‌است. طراحی آن موتور جلو، خودرو محور جلو، خودرو چهار چرخ محرک بوده است.
در دهه‌ی ۸۰ میلادی محبوبیت خودروهای استیشن واگن بزرگ و سنگین به‌عنوان انتخاب خانواده‌ها در حال افول بود. اما مردم همچنان به اتومبیلی برای انتقال تعداد زیادی از افراد و مقدار زیادی بار نیاز داشتند. کرایسلر پاسخ این نیاز را در سال ۱۹۸۴ با این نام به میان آورد: مینی‌ون.
به دلیل این که مینی‌ون‌ها بر مبنای خودروهای سواری ساخته شده بودند و نه کامیون‌ها و وانت‌ها، در عین حال که همچنان ظرفیت حمل هفت تا هشت مسافر داشتند، نسبت به ون‌های بزرگ بسیار نرم‌تر، مقرون‌به‌صرفه‌تر بودند و رانندگی با آن‌ها بسیار راحت‌تر بود.

دوج کاروان و هم‌خانواده‌های آن، آن‌قدر موفق بودند که خیلی زود هر خودروساز معتبری در تلاش برای تولید یک مینی‌ون در بین محصولات خود بود.

## نگارخانه

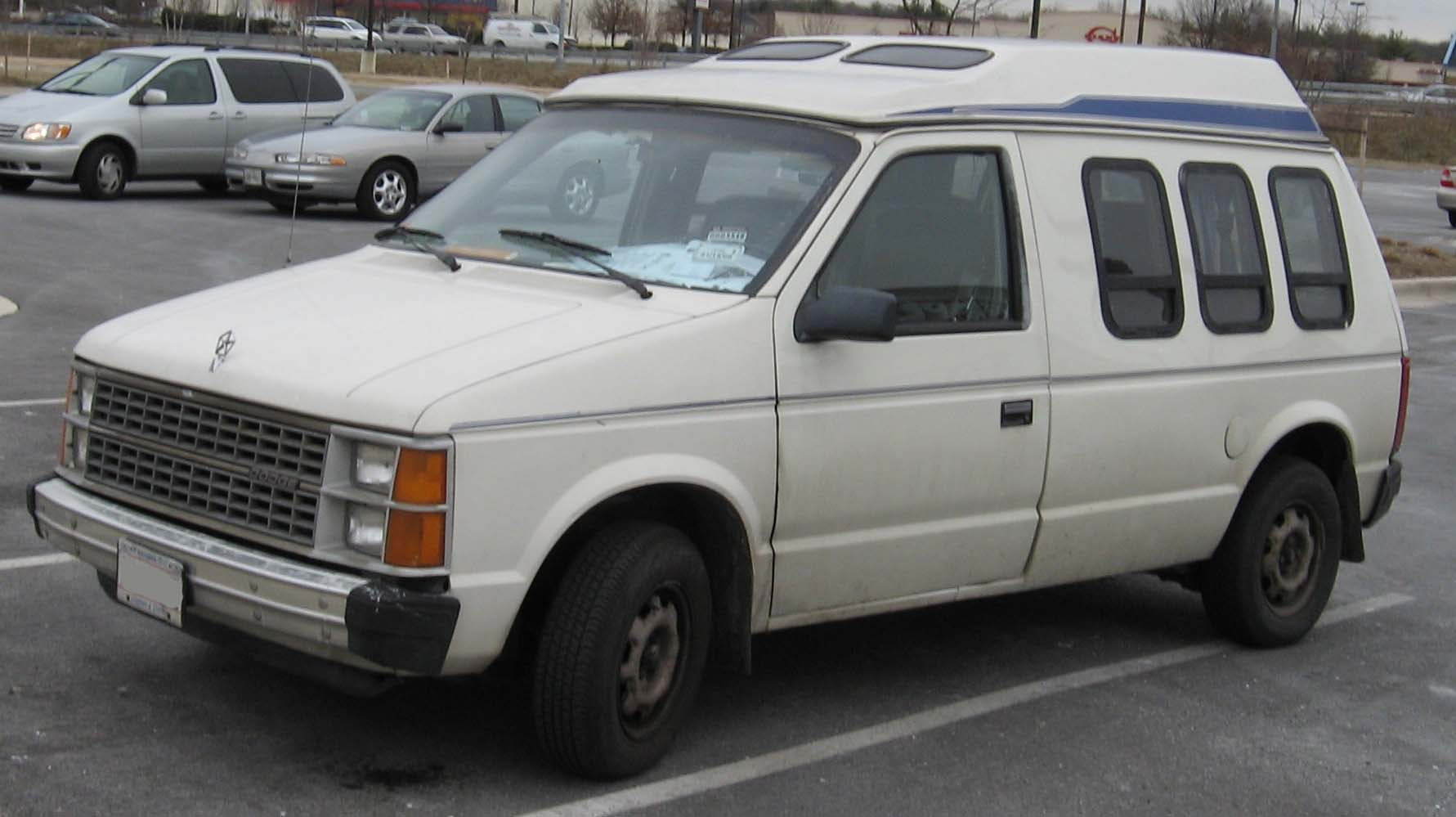
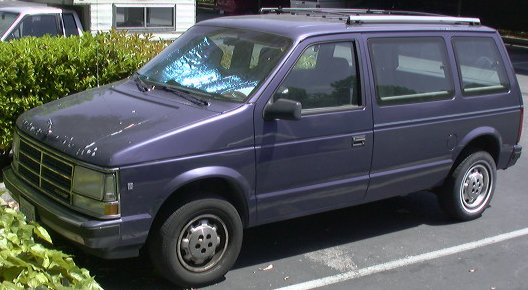
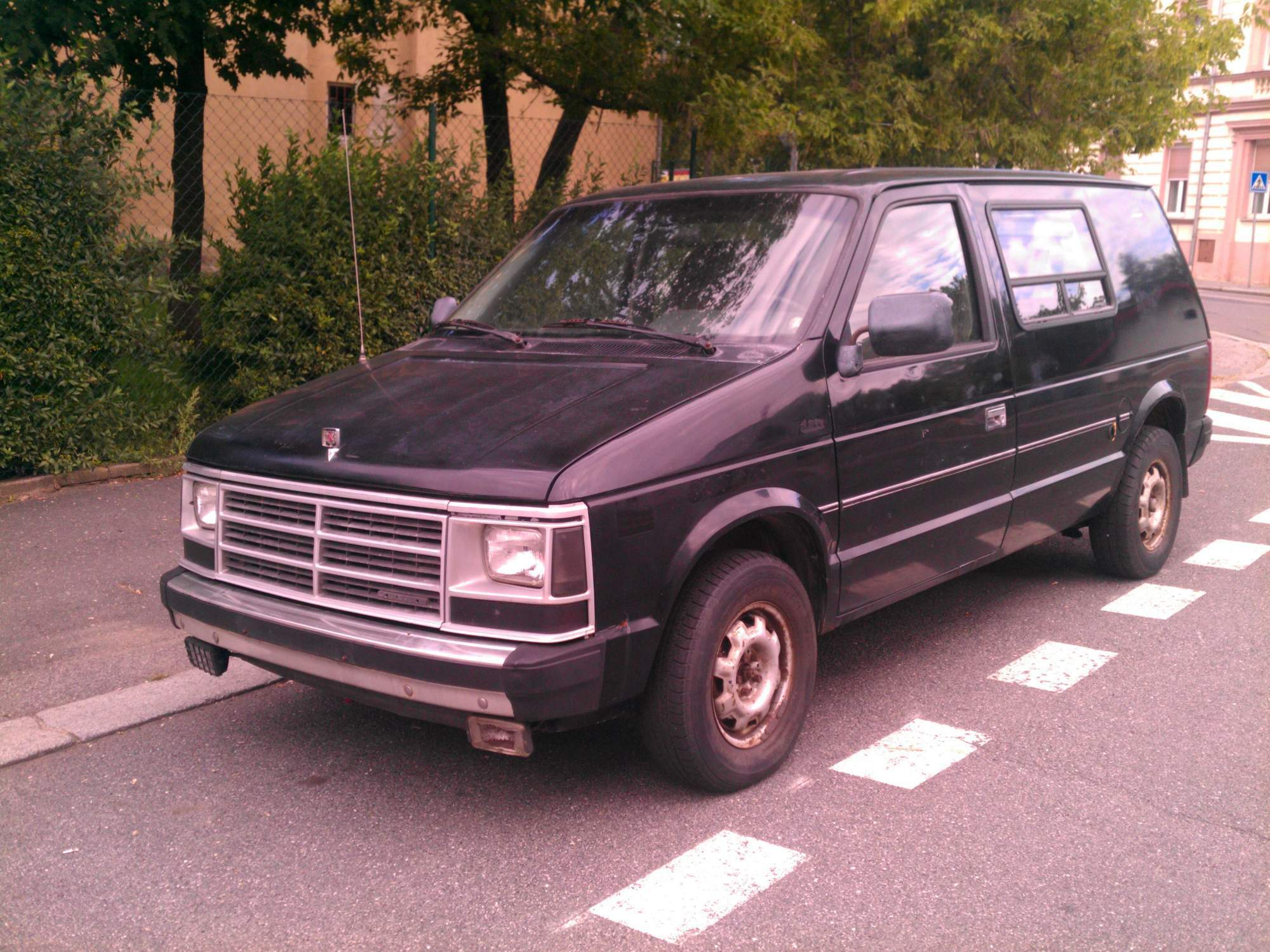
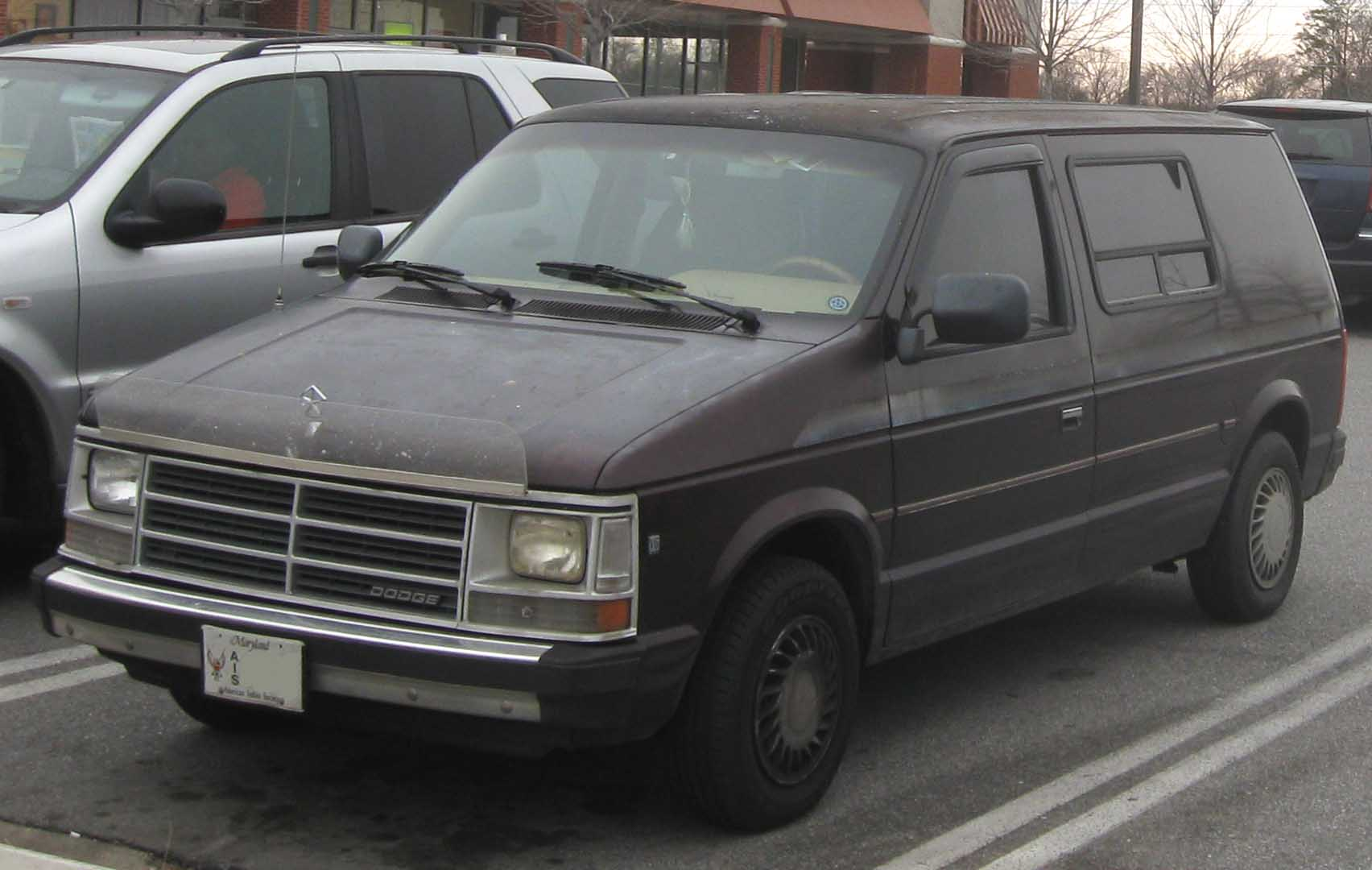